# Araneus colima
Araneus colima är en spindelart som beskrevs av Levi 1991. Araneus colima ingår i släktet Araneus och familjen hjulspindlar. Inga underarter finns listade i Catalogue of Life.